# Polystichtis byzeres
Polystichtis byzeres är en fjärilsart som beskrevs av William Chapman Hewitson 1872. Polystichtis byzeres ingår i släktet Polystichtis och familjen Riodinidae. Inga underarter finns listade i Catalogue of Life.